# Bolinopsis infundibulum
Bolinopsis infundibulum (лат.) — вид гребневиков из семейства Bolinopsidae. Обитает в северной части Атлантического океана, впервые был описан в 1776 году датским натуралистом Отто Фридрихом Мюллером.

## Описание
Bolinopsis infundibulum — гребневик продолговатой формы, достигающий в длину до 15 см. Тонкая студенистая стенка тела прозрачная, иногда молочно-белая. Имеются два коротких щупальца с бахромчатыми краями. Рот находится на одном конце тела и имеет две большие доли рядом с ним, используемые для всасывания пищи. Между лопастями находятся четыре ушка — студенистые выступы, окаймлённые ресничками, которые помогают втягивать микроскопическую добычу. Рот окружен кольцом тентилл (маленьких щупалец). Другой конец тела заострён. Передвижение обеспечивается четырьмя длинными продольными и четырьмя короткими рядами ресничек. Эти реснички расположены на поперечных пластинках и бьются синхронно, придавая животному радужный вид. Пластинки, к которым прикреплены реснички, биолюминесцентны.

## Распространение и экология
Обитает в северной части Атлантического океана, его ареал простирается от Арктики до Средиземного моря на востоке и залива Мэн на западе. Он также встречается на тихоокеанском северо-западе от Берингова моря до Калифорнии. Встречается на глубине около 1 000 м (3 281 фут), а самые крупные особи — на больших глубинах.
Bolinopsis infundibulum — хищник и иногда встречается целыми стаями. Пища притягивается ко рту течением, создаваемым движением ресничек. Медленно плавающая добыча, такая как икринки и мальки рыб, личинки копепод, личинки брюхоногих моллюсков, коловратки и другой зоопланктон небольшого размера, захватывается щупальцами и проглатывается.
Bolinopsis infundibulum является важным звеном пищевой цепи, встречаясь в большом количестве у берегов Норвегии с апреля по август, а в Шотландии — с апреля по июнь. В середине мая было зарегистрировано до 250 особей на квадратный метр, после чего началось быстрое сокращение численности. Считается, что причиной такого внезапного сокращения популяции является хищничество другого вида гребневиков — Beroe cucumis. Более крупные особи B. infundibulum были обнаружены в более глубоких водах, охотясь на копепод, позднее в течение года.